# Bruin haar

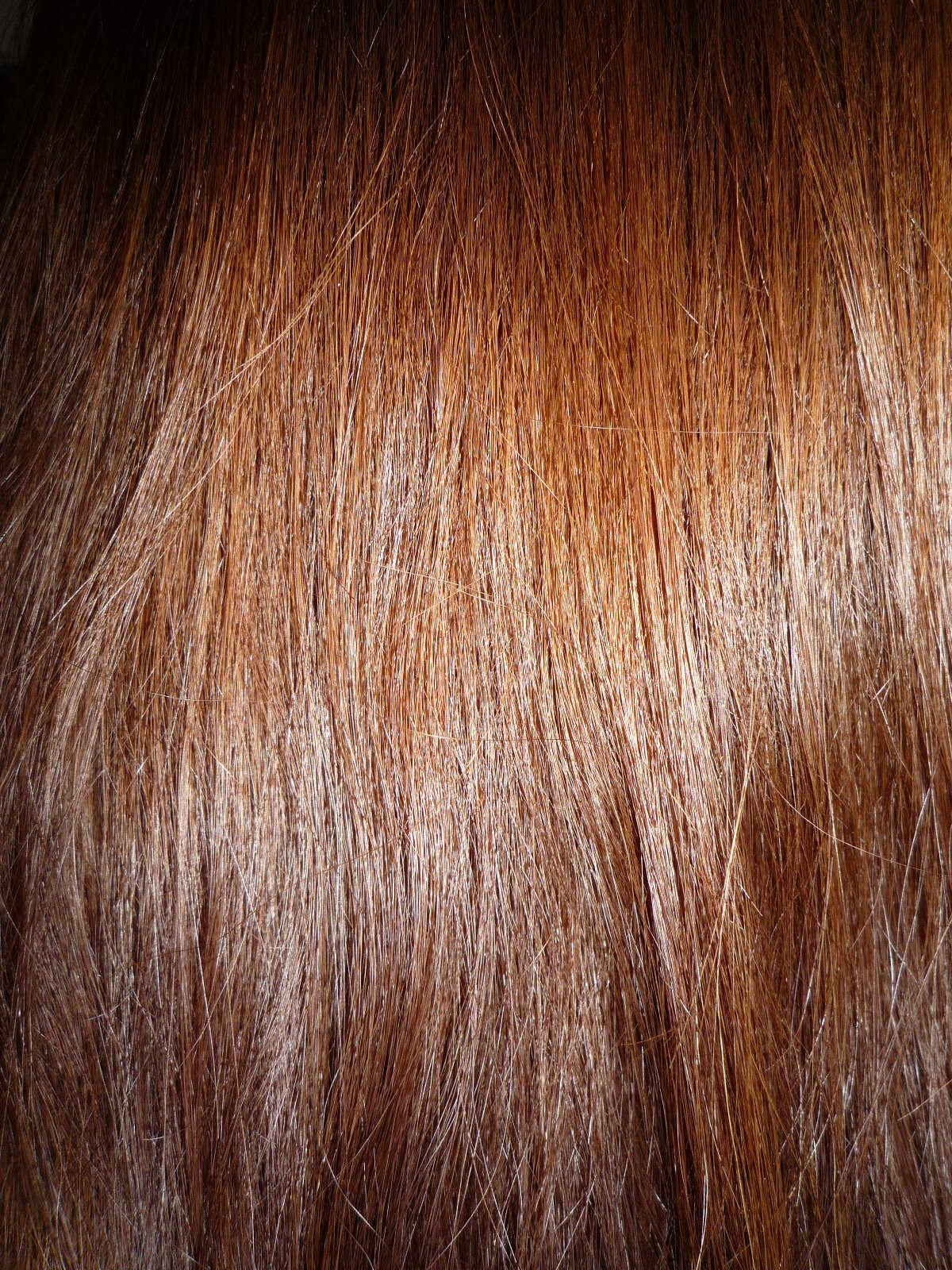
Close-up van bruin haar

Bruin haar is op zwart na de meest voorkomende menselijke haarkleur. Het varieert van lichtbruin tot bijna zwart. Het wordt gekenmerkt door een grotere hoeveelheid van eumelanine (donker pigment) en een kleinere hoeveelheid van feomelanine (licht pigment). Bruin haar is dikker dan Europees blond haar. Vrouwen met bruin haar worden vaak aangeduid als brunette, dat in het Frans de vrouwelijke vorm is van brunet, verkleinwoord van brun (bruin of donkerharige).
Bruin haar komt vooral voor bij mensen met een oorsprong in Centraal-, Zuidoost- en Zuid-Europa, alsook in West-Azië en Noord-Afrika, waar het geleidelijk overgaat in zwart haar. Bruin haar is ook gebruikelijk bij Australische Aborigines en Melanesiërs, waar ook Oceanisch blond voorkomt.